# George M. O’Brien

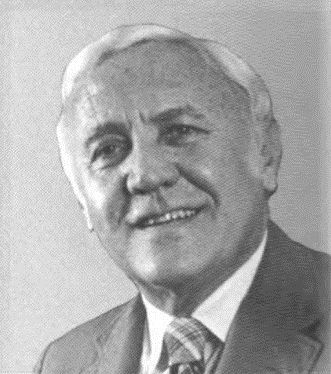
George M. O’Brien (1985)

George Miller O’Brien (* 17. Juni 1917 in Chicago, Illinois; † 17. Juli 1986 in Bethesda, Maryland) war ein US-amerikanischer Politiker. Zwischen 1973 und 1986 vertrat er den Bundesstaat Illinois im US-Repräsentantenhaus.

## Werdegang
George O’Brien besuchte die St. Ignatius Grammar School und die Loyola Academy in Chicago. Danach studierte er bis 1939 an der Northwestern University in Evanston. Während des Zweiten Weltkrieges war er Oberstleutnant im Fliegerkorps der US Army. Nach einem Jurastudium an der Yale University und seiner 1947 erfolgten Zulassung als Rechtsanwalt begann er in Chicago in diesem Beruf zu arbeiten. Zwischen 1956 und 1964 saß er im Bezirksrat des Will County. In den Jahren 1970 und 1971 gehörte er zu den juristischen Beratern der Planungskommission für das nordöstliche Illinois. Politisch war er Mitglied der Republikanischen Partei. Ebenfalls in den Jahren 1970 und 1971 war er Abgeordneter im Repräsentantenhaus von Illinois.
Bei den Kongresswahlen des Jahres 1972 wurde O’Brien im 17. Wahlbezirk von Illinois in das US-Repräsentantenhaus in Washington, D.C. gewählt, wo er am 3. Januar 1973 die Nachfolge von Leslie C. Arends antrat. Nach sechs Wiederwahlen konnte er bis zu seinem Tod am 17. Juli 1986 im Kongress verbleiben. Seit 1983 vertrat er dort als Nachfolger von Ed Derwinski den vierten Distrikt seines Staates. In seine Zeit als Kongressabgeordneter fielen unter anderem das Ende des Vietnamkrieges und die Watergate-Affäre.